# Henryk Rauchinger

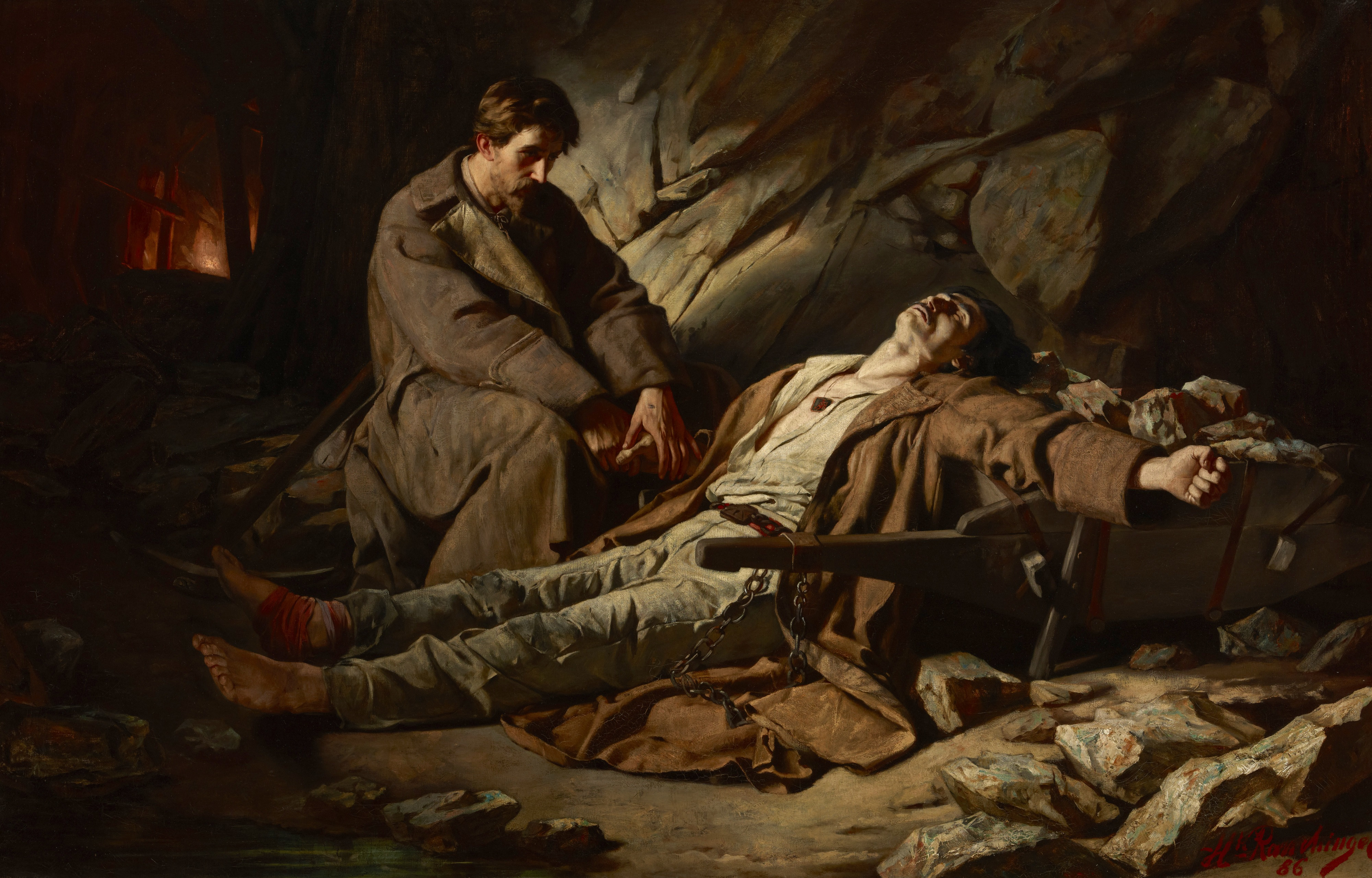
W katordze 1886

Henryk Rauchinger (ur. 1 stycznia 1858 w Krakowie, zm. 19 sierpnia 1942 obozie koncentracyjnym Theresienstadt w Terezinie) – austriacki malarz-portrecista pochodzenia polskiego.

## Życiorys
Kształcił się w latach 1878-1879 w krakowskiej Szkole Sztuk Pięknych pod kierunkiem Jana Matejki, a następnie kontynuował studia w Akademii Sztuk Pięknych w Wiedniu u Augusta Eisenmengera (1830–1907) i Christiana Griepenkerla (1839–1916). Po ukończeniu studiów doskonalił swoje umiejętności w Rzymie. Zamieszkał na stałe w Wiedniu, gdzie przedstawiał swoje dzieła na wielu wystawach malarstwa. W latach 1883–1899 wystawiał też w Towarzystwie Przyjaciół Sztuk Pięknych w Krakowie, w roku 1894 uczestniczył w wystawie sztuki polskiej we Lwowie. Zajmował się głównie malarstwem portretowym. Zaprojektował też okładki do tomów książki pt. Dzieje Polski prof. Augusta Sokołowskiego.
Po przyłączeniu Austrii do III Rzeszy stał się ofiarą terroru hitlerowskiego. 10 lipca 1942 w wieku 84 lat został uwięziony w obozie koncentracyjnym Theresienstadt, zmarł miesiąc później. 30 marca 1948 został sądownie uznany za zmarłego przed 8 maja 1945 roku.